# Waldkirch (Sankt Gallen)
Gaiserwald és un municipi del cantó de Sankt Gallen (Suïssa), situat al districte de Sankt Gallen.